# Hicham Marchad
Hicham Marchad (ur. 5 maja 1992) – marokański piłkarz występujący na pozycji pomocnika lub napastnika w klubie Rapide Oued Zem.

## Kariera klubowa

### Chabab Atlas Khénifra
1 lipca 2017 został zawodnikiem klubu Chabab Atlas Khénifra. W nowej drużynie zadebiutował 15 października 2017 w przegranym 5:1 meczu z Rają Casablanca. Pierwszą bramkę strzelił 14 lutego 2018 w zremisowanym 3:3 meczu z Difaâ El Jadida. W klubie z Chunajfiry grał przez rok. Łącznie rozegrał 24 spotkania, strzelił 5 bramek i zanotował 3 asysty.

### FAR Rabat
27 lipca 2018 Marchad zmienił klub i przeniósł się do FARu Rabat. Zadebiutował dopiero po 3 miesiącach, dokładnie 11 listopada w bezbramkowo zremisowanym spotkaniu z Ittihadem Tanger. Na boisku przebywał do 69. minuty, kiedy zmienił go Mohamed Kamal. Łącznie w drużynie ze stolicy kraju rozegrał 15 meczów.

### Renaissance Zemamra
8 lipca 2019 przeszedł do beniaminka GNF 1, Renaissance Zemamra. W drużynie zadebiutował 31 sierpnia 2019 w wygranym 2:3 meczu Pucharu Maroka z Rają Casablanca. W tym samym spotkaniu zaliczył asystę przy drugiej bramce. Pierwszą bramkę strzelił 15 stycznia 2020 w wygranym 5:0 meczu z Renaissance Berkane. Łącznie rozegrał 27 spotkań, strzelił jedną bramkę i zanotował trzy asysty.

### Rapide Oued Zem
31 października 2020 podpisał kontrakt z Rapide Oued Zem. 5 grudnia 2020 zadebiutował w zremisowanym 1:1 meczu z Mouloudią Oujda. W tym samym spotkaniu zdobył gola. Do 26 kwietnia 2021 zagrał w 4 spotkaniach i strzelił jedną bramkę.

## Statystyki

### Klubowe
Opracowano na podstawie:
| Sezon   | Klub                  | Kraj   | Rozgrywki | Mecze | Gole |
| ------- | --------------------- | ------ | --------- | ----- | ---- |
| 2017/18 | Chabab Atlas Khénifra | Maroko | GNF 1     | 23    | 5    |
| 2018/19 | FAR Rabat             | Maroko | GNF 1     | 15    | 0    |
| 2019/20 | Renaissance Zemamra   | Maroko | GNF 1     | 26    | 1    |
| 2020/21 | Rapide Oued Zem       | Maroko | GNF 1     | 4     | 1    |